# EVEN〜君に贈る歌〜
『EVEN〜君に贈る歌〜』（イーブン きみにおくるうた）は、2018年に公開された日本映画。
エジプト航空で観ることができる、数少ない日本語映画。

## ストーリー
有名歌手だったRIN（白洲迅）が、恋人であるマミ（岡野真也）にプロポーズしようとするが、ケンカをして家を飛び出してしまう。そこで倒れてしまい、交通事故に遭いそうなところを助けに入ったバンドマンの武人（桜田通）が入れ替わり、武人が所属するバンドで歌を通じて恋人への思いを伝え、バンドも助けていく物語である。

## キャスト
武人
演 - 桜田通
EVENヴォーカル担当。
涼
演 - 栗原吾郎
EVENギター担当。
充
演 - 才川コージ
EVENベース担当。
快
演 - 坂東龍汰
EVENギター担当。
春雄
演 - 櫻井圭佑
EVENドラム担当。
柿生
演 - 村杉蝉之介
EVEN所属事務所の社長。
栗城
演 - 岩橋道子
RIN所属事務所の社長。
岡田
演 - イジリー岡田
カレーショップ「カルモダン」の常連。
マミ
演 - 岡野真也
カレーショップ「カルモダン」店長。
RIN
演 - 白洲迅
本作の主人公。人気歌手。

## スタッフ
- 監督 - 園田俊郎
- 脚本 - 吉田恵里香
- 主題歌 - EVEN「アイノウタ」（ユニバーサル・コネクト）
- オープニング・テーマ - サイダーガール「しょうがないな」（ユニバーサルJ）
- 企画・制作 - ユニバーサル・コネクト
- 配給 - ユニバーサル・コネクト
- 制作プロダクション - D.Walker Inc.
- 製作 - 映画「EVEN～君に贈る歌～」製作委員会